# R2-D2
 (juillet 2014).
Si vous disposez d'ouvrages ou d'articles de référence ou si vous connaissez des sites web de qualité traitant du thème abordé ici, merci de compléter l'article en donnant les références utiles à sa vérifiabilité et en les liant à la section « Notes et références ».
Personnage de fiction apparaissant dans
Star Wars.
R2-D2, aussi appelé D2-R2 dans la version française de l'épisode IV, est un des personnages emblématiques de la saga cinématographique Star Wars, présent dans dix des onze films de la saga. R2-D2 est un robot de forme ovoïde de petite taille qui s'exprime dans un langage sonore électronique ressemblant à des sifflements. Il est généralement accompagné de son compère C-3PO, un droïde qui le comprend et avec qui il forme un duo amusant.
Son créateur, le Britannique Tony Dyson, est mort le 3 mars 2016 sur l’île maltaise de Gozo où il résidait. Sur conseil de George Lucas et de Ralph McQuarrie, Tony Dyson s'est inspiré des mini-robots assistants sifflotants apparus dans le film écolo-futuriste Silent Running sorti en 1972 et qui étaient animés par des personnes de petite taille.
R2-D2 était animé par l'acteur nain Kenny Baker, qui a pris place à l'intérieur pour les six premiers épisodes de la saga. Ce dernier a eu un rôle de consultant dans Star Wars, épisode VII : Le Réveil de la Force. Jimmy Vee prend sa suite dans la nouvelle trilogie.
R2-D2 est l'un des deux seuls personnages, avec C-3PO, à apparaître dans tous les films de la saga Star Wars (à l'exception de Solo, sorti en 2018), mais il est en revanche le seul à en garder le souvenir et la même apparence à chacune de ses apparitions.

## Histoire

### Avant la guerre des Clones
R2-D2 se fait remarquer en sauvant le vaisseau de la reine Padmé Amidala, puis il accompagnera Qui-Gon Jinn sur Tatooine. C'est là qu'il fait la connaissance d'Anakin mais aussi de C-3PO, son fidèle allié dans les épisodes suivants. Il accompagne également Anakin dans son vaisseau au combat contre la Fédération du commerce.

### Guerre des Clones
Peu de temps avant le début de la guerre, il accompagne Anakin et Padmé Amidala sur Naboo. Puis il les suit sur Tatooine, où C-3PO se joint à eux, et ils partent sur Géonosis. Il sauve la sénatrice in extremis en faisant tomber la cuve dans laquelle elle était bloquée juste avant la coulée de métal fondu qui l'aurait tuée. Il est avec C-3PO l'unique témoin du mariage entre Padmé Amidala et Anakin.
Compagnon de combat d'Anakin Skywalker et de Obi-Wan Kenobi, il les aide à libérer le chancelier Palpatine détenu par le Comte Dooku durant la bataille de Coruscant. Durant toute la fin de ce conflit, il est le droïde de vaisseau d'Anakin, même quand celui-ci devient Dark Vador. Il n'assiste cependant pas au massacre des novices sur Coruscant ni du vice-roi Gunray et du reste des membres de la CSI sur Mustafar. 
Après la victoire de Obi-Wan sur Anakin, il suit le Jedi et Padmé jusqu'à l'astéroïde Polis Massa et assiste à la naissance des jumeaux Luke et Leia.

### Guerre civile galactique
Au commencement de la bataille de Scarif, il se trouve sur la base rebelle sur Yavin 4, aux côtés de son fidèle ami C-3PO.
À la suite de cette bataille, il s'échappe avec C-3PO de la navette de Leia en possession des plans de l'Étoile noire. Il est chargé de retrouver Obi-Wan Kenobi sur Tatooine et de lui faire parvenir le message de la princesse. Séparé après une dispute avec C-3PO, il est capturé par des Jawas et retrouve finalement son ancien camarade dans un sandcrawler. Owen Lars, fermier de Tatooine et oncle de Luke, achète dans un premier temps C-3PO et un autre astrodroïde sous le nom de R5-D4, qui tombe en panne à la suite d'un défaut de motivateur. Luke, convaincu par C3PO, persuade son oncle d'acheter R2-D2 qui est tout d'abord réticent. C'est en le nettoyant que Luke active par mégarde le message de Leia qui intrigue beaucoup le jeune fermier. Avant la reprogrammation de R2D2 par Owen, le droïde s'enfuit à la recherche de Ben Kenobi, poursuivi par C-3PO et Luke. Il peut enfin remplir sa tâche lorsque Ben les retrouve dans le désert pendant qu'ils se font attaquer par les hommes des sables. Lors de la bataille de Yavin, il est le droïde qui accompagne Luke. Il est blessé assez gravement par un tir de blaster du chasseur personnel de Dark Vador mais réparé et honoré comme il se doit à la fête des rebelles.
Il reste le droïde du chasseur X-wing de Luke les années suivantes. R2-D2 l'accompagne sur Dagobah à la rencontre de Yoda. Puis ils repartent vers Bespin où Luke affrontera Dark Vador. R2 y retrouve C-3PO. Puis tout le groupe s'enfuit à bord du Faucon Millenium sur lequel R2 répare finalement l'hyperpropulsion.
Comme Luke le leur demande plus tard, C-3PO et R2-D2 se rendent sur Tatooine au palais de Jabba le Hutt, un seigneur du crime, pour lui proposer un marché : la libération de Han Solo contre les deux droïdes,. Conscient que Jabba va refuser, Leia se fait passer pour un chasseur de primes pour entrer dans le palais, apportant Chewbacca comme prisonnier. Ses soupçons sont validés par le choix de Jabba de garder les droïdes, mais de refuser le marché. C-3PO devient ainsi son traducteur personnel. Malheureusement, Leia sera surprise tandis qu’elle tentera de délivrer Han. Tout n’est pas perdu, car Luke se rend au palais, et Lando s’est déjà infiltré depuis quelque temps. Luke échappera à un piège, puis lui et ses amis dans le désert pour être mis à mort, jetés dans la gueule du Sarlacc. R2-D2 contribuera (en ayant caché dans ses entrailles le sabre laser de Luke) à délivrer Han Solo, aux côtés de Lando Calrissian, Luke, Leia Organa, Chewbacca et C-3PO des griffes de Jabba le Hutt. Ils s’en sortent tous, laissant le cadavre de Jabba sur place. R2-D2 embarque sur le X-wing de Luke en direction de Dagobah assister aux dernières heures de Yoda. Peu après, ils rejoignent la lune forestière d’Endor. Sur place, ils tombent dans un piège grossier, posé par les Ewoks, une espèce autochtone. Ces derniers prendront C-3PO pour un dieu, mais voudront sacrifier les autres. Utilisant la force, Luke fait léviter la chaise sur laquelle est assis le droïde, faisant croire aux Ewoks que ce dernier possède des pouvoirs divins. C-3PO convainc ensuite les Ewoks de se joindre à eux pour récupérer la lune forestière d’Endor des mains de l’Empire. Luke ira ensuite vaincre l’empereur avec l’aide de son père, tandis que l’alliance rebelle remporte le combat spatial. Puis la victoire sera fêtée en présence des Ewoks et des soldats rebelles sur la lune forestière. R2-D2 aide l'Alliance rebelle à vaincre les troupes de l'Empire.

### Après la guerre civile galactique
Après la chute de l'Empire, R2-D2 suit Luke qui s'installe sur une planète isolée pour fonder son académie de Jedi. Le droïde est présent quand Luke vient chercher le potentiel premier élève, Grogu, qui vient d'être sauvé par Din Djarin des mains des anciens impériaux. Quelque temps plus tard, le droïde qui supervise la construction de l'académie accueille le Mandalorien qui vient rendre visite à l'enfant avec un cadeau. Suivant les instructions, le droïde ne le guide pas à l'enfant, mais le fait attendre l'arrivée d'un autre Jedi, Ahsoka Tano qui le dissuade d'aller voir Grogu. Finalement, ce dernier décide de retrouver son ami, et R2-D2 le dépose sur Tatooine à bord du X-Wing de Luke.
R2-D2 se met en mode veille dès que Luke Skywalker s'exile sur une planète lointaine mais se réveille pour assembler la carte de la galaxie incomplète de BB-8 avec la sienne pour créer un itinéraire vers Luke. Il part avec Rey et Chewbacca sur Ahch-To à la rencontre de son maître.
Il trouve Luke dans le Faucon Millenium et le convainc d'aider Rey en diffusant le message de la princesse Leia destiné à Obi-Wan Kenobi. Sur Crait, pendant que Luke se bat contre Kylo Ren, il recherche avec la balise que Leia a confiée à Rey les éléments survivants de la Résistance. Il retrouve son partenaire C-3PO.
R2-D2 recueille quelque temps plus tard les informations d'une taupe du Premier Ordre. Il stationne ensuite dans la base de la Résistance. Il est présent aux côtés de Leia lorsqu'elle meurt après avoir fait une dernière tentative pour récupérer son fils Ben Solo. Il joue plus tard un rôle important dans la restauration de la mémoire de C-3PO après que Rey, Finn et Poe aient été forcés de l'effacer pour contourner certains protocoles qui empêchaient C-3PO de leur fournir une traduction d'un artefact Sith. R2-D2 accompagne Poe dans son X-wing pour l'assaut final, et se joint aux autres pour célébrer la destruction du Dernier Ordre.

## Caractéristiques
R2-D2 arrive tant bien que mal à se faire comprendre par les autres au gré des sons qu'il émet. Il dispose d'une panoplie d'accessoires, allant du bras télescopique aux rétro-fusées, et se déplace en roulant.

## Concept et création

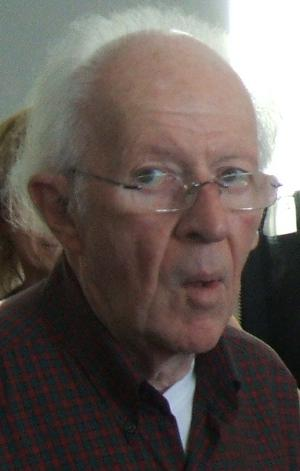
Ralph McQuarrie, illustrateur américain ayant travaillé sur la saga Star Wars.

R2-D2 serait l'abréviation de Reel 2 – Dialog Track 2 qui veut dire bande-son 2 - dialogue 2 utilisée par le monteur Walter Murch en la présence de George Lucas. Ce dernier l'intégra plus tard au script de Star Wars,.
R2-D2 a été en partie inspiré par les robots Huey, Dewey et Louie, du film de Douglas Trumbull, Silent Running (1972), lesquels ressemblent aux gonk droïdes qui fonctionnent comme des power droïdes dans les films Star Wars.
Il s'exprime par des sifflements et des bips électroniques caractéristiques, qui traduisent ses émotions. Sa voix a été créée par le designer sonore Ben Burtt, à l'aide d'un synthétiseur analogique ARP 2600. À elles seules, les répliques de la première bobine (une quinzaine de minutes) du premier film de la trilogie originale prirent à Burtt six semaines. « Je jouais ses "mots" sur le synthétiseur, tout en faisant des sons dans le microphone au même moment, et les deux étaient fondus ensemble. Je sifflais et je roucoulais […], je soupirais et je grognais, tout en ajustant les oscillateurs du synthétiseur. ». La performance lui vaudra un oscar en 1978.
Cependant lorsque ses paroles expriment quelque chose de plus complexe, il lui faut nécessairement un interprète, rôle le plus souvent assuré par son compagnon C-3PO ; Luke et Anakin lui répondent tout de même d'une manière suggérant qu'ils le comprennent. Il peut aussi transmettre des informations à afficher sur l'écran d'un vaisseau.
Dans une interview au Telegraph de 2005, George Lucas affirme s'être inspiré de La Forteresse cachée d'Akira Kurosawa pour les personnages des deux compères : « L'histoire [de La Forteresse cachée] est racontée du point de vue de deux paysans […]. Je me suis dit que c'était un procédé génial, et c'est ainsi que j'ai fini par créer R2-D2 et C-3PO. »
Selon son créateur, George Lucas, R2-D2 est un MacGuffin ; sorte de fil rouge ou prétexte pour développer le scénario des premiers épisodes de la série (dans l'ordre de diffusion) puisqu'il détient les plans de l'Étoile de la mort ou Étoile noire (Death Star) confiés par la Princesse Leia Organa dès le début de la série,.